# Jim Sundberg
James Howard Sundberg (ur. 18 maja 1951) – amerykański baseballista, który występował na pozycji łapacza.
Sundberg studiował na University of Iowa, gdzie w latach 1970–1972 grał w drużynie uniwersyteckiej Iowa Hawkeyes. W 1972 wystąpił w College World Series,  w których Hawkeyes ulegli w pierwszej rundzie Arizona State Sun Devils. W styczniu 1973 został wybrany w pierwszej rundzie draftu z numerem drugim przez Texas Rangers i początkowo występował w klubie farmerskim tego zespołu, w Pittsfield Rangers, reprezentującym poziom Double-A. W Major League Baseball zadebiutował 4 kwietnia 1974 w meczu przeciwko Oakland Athletics. W sezonie 1974 po raz pierwszy został członkiem American League All-Star Team, a w głosowaniu na najlepszego debiutanta zajął 4. miejsce. Jako zawodnik Rangers sześć razy zdobywał Złotą Rękawicę.
W grudniu 1983 w ramach wymiany zawodników przeszedł do Milwaukee Brewers, w którym grał przez sezon. W styczniu 1985 został oddany w ramach poczwórnej wymiany do Kansas City Royals. W październiku 1985 zagrał we wszystkich meczach World Series, w których Royals pokonali St. Louis Cardinals 4–3. W meczu numer 6 w drugiej połowie dziewiątej zmiany zdobył dającego zwycięstwo runa, który wyrównał stan rywalizacji na 3–3.
Grał jeszcze w Chicago Cubs i ponownie w Texas Rangers, w którym zakończył zawodniczą karierę. W 2003 został uhonorowany członkostwem w Texas Rangers Hall of Fame. W październiku 2008 został członkiem zarządu klubu Texas Rangers.
| Nagroda/wyróżnienie      | Lata             | Źródło |
| 3× All-Star              | 1974, 1978, 1984 | [ 3 ]  |
| 6× Gold Glove Award      | 1976–1981        | [ 3 ]  |
| Zwycięzca w World Series | 1985             | [ 5 ]  |